# Das Kabarett der älteren Herren

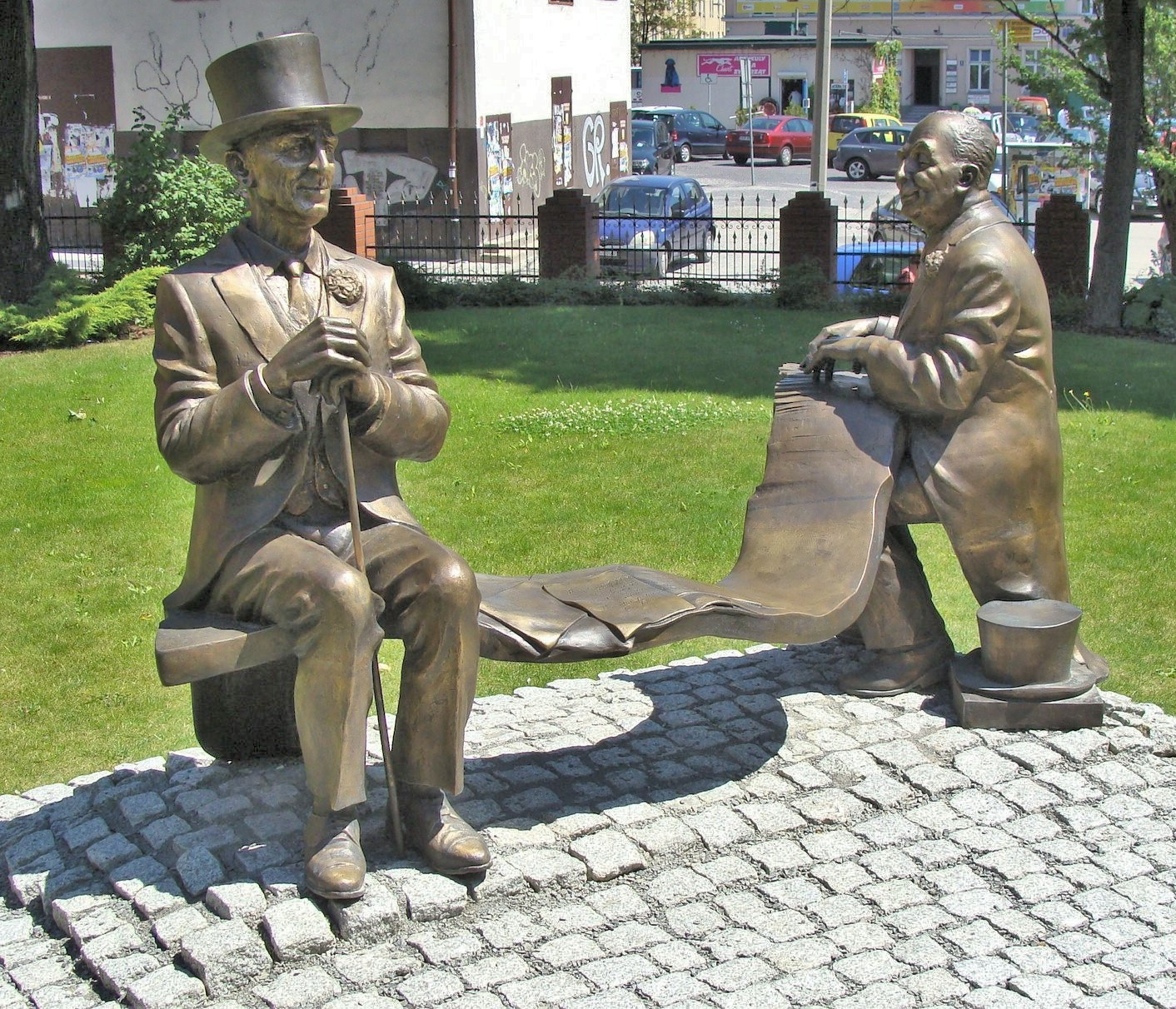
Kabaret Starszych Panów darstellende Skulptur in Opole

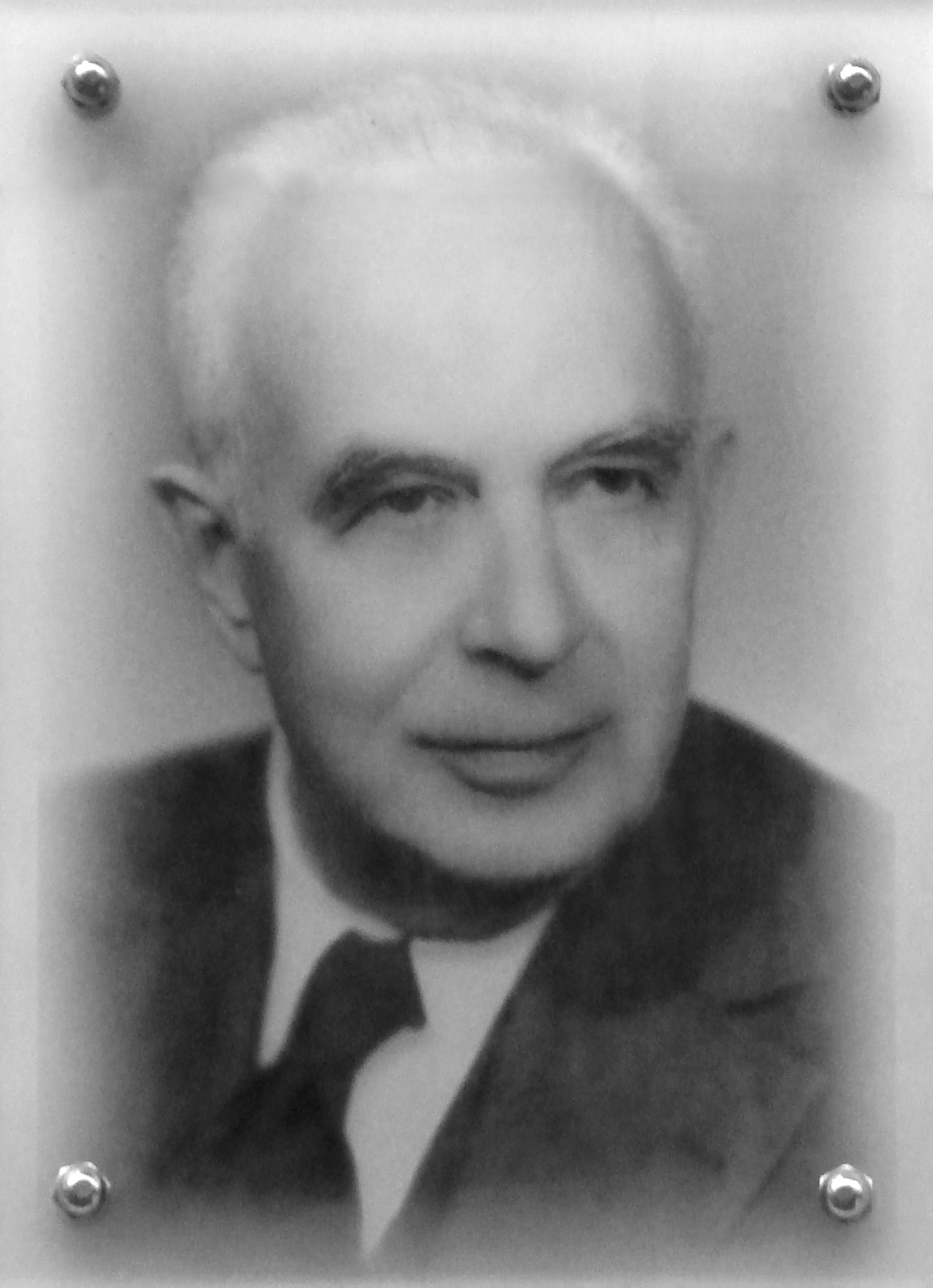
Jerzy Wasowski

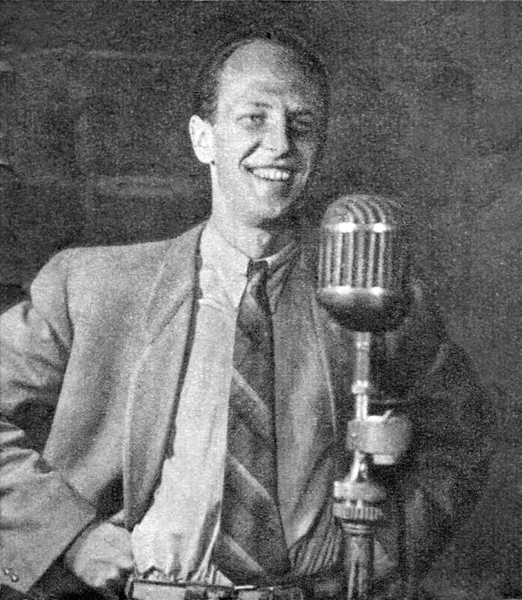
Jeremi Przybora (1951)

Das Kabarett der älteren Herren (polnisch Kabaret Starszych Panów) war eine Sendung des Staatlichen Polnischen Fernsehens (TVP) in den Jahren 1958 bis 1966.

## Die Vorgeschichte
Das Jahr 1958 gehörte nicht zu den glücklichsten in der Geschichte der Volksrepublik Polen. Das Land, regiert von Władysław Gomułka, hatte schon alle Hoffnungen des politischen Tauwetterjahres 1956 vergessen. Trotzdem erschien im polnischen Fernsehen mit dem Kabarett der älteren Herren eine heitere, unpolitische Sendung, geschrieben und gespielt durch den Elektroakustiker und Amateurkomponisten Jerzy Wasowski (1913–1984) sowie Rundfunkansager und Textdichter Jeremi Przybora (1915–2004).

## Das Kabarett
In den Sendungen wurden zwei vornehme Herren, in schwarzen Fracks und grau gestreiften Hosen von verschiedenen, manchmal seltsamen Personen besucht, die sie unabsichtlich in Verlegenheit brachten. Aber es kam nie zu Konfliktsituationen: Die Gutmütigkeit der Hausherren, das Lächeln löste jede angespannte Situation. Und es wurde viel gesungen. Für jede der insgesamt 20 Sendungen schrieb Jeremi Przybora mehrere witzige Texte, dazu komponierte Jerzy Wasowski originelle Melodien.
Die Sendung fand bei den Zuschauern Beifall – die Atmosphäre des altmodischen Salons hatte nichts mit der düsteren, eingeengten Gegenwart der 1950er Jahre zu tun. Umso heftiger zeigten die Parteibonzen ihr Missfallen. Die Gemahlin des Ersten Parteisekretärs kritisierte die Dekolletees von Kalina Jędrusik und das Fehlen von Themen wie den führenden Vertreter der Arbeiterklasse und der siegreiche Kampf um die Ernteerträge. Die Autoren schafften es häufig die Zensur zu umgehen.

## Die Sendungen
1. Nachmittag der Älteren Herren (Popołudnie Starszych Panów) (Uraufführung 16. Oktober 1958)
2. Abend der Älteren Herren (Wieczór Starszych Panów) (6. Juni 1959)
3. Die Herbstnacht (Jesienna noc) (24. Oktober 1959)
4. Die Heizkörperoper (Kaloryfeeria) (30. Januar 1960)
5. Der zweite Frühling (Druga wiosna) (14. Mai 1960)
6. Das kleine Betrübnis (Smuteczek) (29. Oktober 1960)
7. Der grüne Karneval (Zielony karnawał) (20. Mai 1961)
8. Die Überflüssigen dürfen sich nähern (Niepotrzebni mogą podejść) (4. November 1961)
9. Eine ganz andere Geschichte (Zupełnie inna historia) (17. März 1962)
10. Das unerwartete Ende des Sommers (Niespodziewany koniec lata) (27. Oktober 1962)
11. Die blühenden Laufbahnsprossen (Kwitnące szczeble) (6. April 1963)
12. Die unbekannten Täter (Nieznani sprawcy) (12. April 1964)
13. Die Reiseunterbrechung (Przerwa w podróży) (26. August 1964)
14. 14 und ¾ (14 i ¾) (12. Juni 1965)
15. Die letzten Naiven (Ostatni naiwni) (11. Dezember 1965)
16. Betreut den Leon (Zaopiekujcie się Leonem) (22. Juli 1966)

Es gab auch einige Wiederholungen, Liedersendungen usw. 
Außerdem schuf der Filmregisseur Kazimierz Kutz 1964 die Komödie Die Sommerhitze (Upał) mit den Älteren Herren und anderen Schauspielern.

## Die Technik
Die ersten Sendungen mussten live ausgestrahlt werden, da es noch keine Möglichkeit der Aufzeichnung gab. Dann benutzte man das Telerecordingverfahren – direkte Aufzeichnung vom Bildschirm auf 16-mm-Schmalfilm. Nur die letzten Sendungen konnten auf Ampex-Magnetband registriert werden. Aber alle erhaltenen Aufnahmen – ein halbes Jahrhundert nach ihrer Entstehung – haben in Polen trotz der miserablen Bildqualität einen Kultstatus und erscheinen oft auf DVDs. Auch hunderte absurd komischer Lieder aus dem Kabarett werden immer neu auf CDs angeboten. 

## Die Schauspieler
Die Damen: Irena Kwiatkowska, Barbara Krafftówna, Kalina Jędrusik und Aleksandra Śląska sowie die Herren Wiesław Gołas, Wiesław Michnikowski, Czesław Roszkowski und Mieczysław Czechowicz erfreuten sich und erfreuen sich auch heute allgemeiner Beliebtheit. 
Das Motto: 
„Wir haben leider das Alter erreicht,
wenn wir uns nicht mehr gut anlassen [wenn man von uns schon keine guten Dinge mehr erwartet],
anderseits sind wir zufrieden, weil wir uns auch nicht mehr schlecht anlassen.
Die zwei älteren Herren, die zwei älteren Herren, trotz des Rauhreifs auf den Haaren, 
trotz der schwankenden Gesundheit, immer strahlt das Maiwetter in unseren Herzen“.
- blieb ein Markenzeichen der inzwischen verstorbenen Hausherren des Kabaretts.

## YouTube
- Piosenka jest dobra na wszystko (Das Liedchen ist für alles geeignet) Jeremi Przybora, Jerzy Wasowski
- Kaziu, zakochaj się (Kasimir, verliebe dich!) Jeremi Przybora, Zofia Kucówna
- Addio pomidory (Auf Wiedersehen, Tomaten!) Wiesław Michnikowski, Mieczysław Czechowicz, Jeremi Przybora
- Do ciebie szłam (Ich ging zu dir) Kalina Jędrusik
- W czasie deszczu dzieci sie nudzą (Während des Regens langweilen sich die Kinder) Barbara Krafftówna
- Tanie dranie (Billige Schurken) Mieczysław Czechowicz, Wiesław Michnikowski